# Sabella pumilio
Sabella pumilio är en ringmaskart som beskrevs av Henrik Nikolai Krøyer 1856. Sabella pumilio ingår i släktet Sabella och familjen Sabellidae. Inga underarter finns listade i Catalogue of Life.